# Rue Alphonse-Daudet
La rue Alphonse-Daudet est une voie du 14e arrondissement de Paris, en France.

## Situation et accès
La rue Alphonse-Daudet est une voie publique située dans le 14e arrondissement de Paris. Elle débute au 30, rue Sarrette et se termine au 89, avenue du Général-Leclerc.

## Origine du nom
Elle porte le nom de l'écrivain et auteur dramatique Alphonse Daudet.

## Historique
Cette rue, ouverte en 1891 sur les terrains de M. Dareau, prend sa dénomination actuelle par arrêté du 2 août 1899.